# Еліас Монтіель
Еліас Енріке Монтіель Авалос (ісп. Elías Enrique Montiel Ávalos, нар. 7 жовтня 2005) — мексиканський футболіст, півзахисник клубу «Пачука».

## Клубна кар'єра
Монтіель приєднався до академії «Пачуки» у 2019 році та пройшов шлях через усі юнацькі категорії. Він дебютував у старшій в матчі Ліги MX проти «Леона» 10 липня 2023 року. Він виграв нагороду «Бронзовий м'яч» на Міжконтинентальному кубку ФІФА 2024 року, де «Пачука» програла мадридському «Реалу» у фіналі 18 грудня 2024 року. Наступного року у матчі клубного чемпіонату світу 2025 року Еліас забив гол у матчі проти «Реалу Мадрид» (1:3), але в підсумку його команда посіла останнє місце у групі.

## Міжнародна кар'єра
У листопаді 2023 року Монтіеля вперше викликали до юнацької збірної Мексики до 18 років на серію товариських матчів. Згодом, він був у складі молодіжної збірної Мексики до 20 років, яка виграла молодіжний чемпіонат КОНКАКАФ 2024 року, зігравши п'ять матчів.
На початку 2025 року вперше отримав виклик до збірної Мексики, а навесні був у попередньому списку з 60 гравців до фіналу Ліги націй КОНКАКАФ 2025 року.

## Досягнення
- Володар Кубка чемпіонів КОНКАКАФ: 2024
- Фіналіст Міжконтинентального кубка ФІФА : 2024
- Чемпіон КОНКАКАФ до 20 років: 2024

Індивідуальні
- Бронзовий м'яч Міжконтинентального кубка ФІФА: 2024
- У символічній збірній чемпіонату КОНКАКАФ до 20 років: 2024[6]
- У символічній збірній чемпіонату КОНКАКАФ до 20 років за версією IFFHS: 2024[7]